# Phyllidiopsis shireenae
Phyllidiopsis shireenae is een slakkensoort uit de familie van de Phyllidiidae. De wetenschappelijke naam van de soort is voor het eerst geldig gepubliceerd in 1990 door Brunckhorst.